# Бакунино (Нижегородская область)
Баку́нино — деревня в составе Николо-Погостинского сельсовета Городецкого района Нижегородской области.
Расположена в 30 км от Нижнего Новгорода на возвышенности, в 3 км от левого берега Волги.

## Происхождение названия
Одна из версий происхождения названия, связана с старорусским корнем Баку́ня - краснослов, говорун, краснобай, рассказчик, увёртливый на словах.

## Описание
В центре деревни расположена каменная православная часовня, являющаяся памятником архитектуры. Также, в деревне множество памятников деревянного зодчества: применение резьбы по дереву в оформлении домов, художественные наличники.
В деревне около 70 домов. Большинство домов — одноэтажные, постройки начала XX века; есть несколько двухэтажных (кирпичный низ, деревянный верх). Самый старый дом в деревне (№ 13) построен в 1819 году. В XIX веке Бакунино было вторым по величине селом (после центра волости-погоста Никольский, в наше время Николо-Погост) в Заузольской волости Балахнинской губернии. По данным справочного издания "Нижегородская губерния, по данным 1859 года"(издан в С-Петербурге в 1863г.) в деревне Бакунино проживало 169 жителей (из них 70 мужчин и 99 женщин). По данным переписи населения 2002 года, в деревне проживало 62 жителя (17 мужчин и 45 женщин). По данным переписи населения 2010 года, в деревне проживал 41 человек (14 мужчин и 27 женщин). В центре деревни есть магазин, до магазина идёт асфальтовая дорога. 
Во время войны деревня не обстреливалась, но жители заклеивали окна накрест, чтобы они не вылетели (от взрывной волны при обстреле Балахны и Горького). Осколки от снарядов летели на крыши домов. Дети подбирали и играли ими. Имена погибших фронтовиков-бакунинцев можно найти в Книге памяти Нижегородской области. Остальная часть населения работали в тылу в помощь фронту. 

## Колхоз им. М.И.Калинина
До 1934 года д.Бакунино, Буйное и Суздалево входили в состав колхоза "Волна революции". 10 декабря 1934 года было принято решение о слиянии с колхозом им. М.И.Калинина. В 1935 году к колхозу была прикреплена рыболовная артель с зоной промысла на участке р.Волга, включая пойменные озера. В 1936 году начато строительство картофелехранилища и конного двора (в наше время не сохранились). Летом 1938 года председателем колхоза им. М.И.Калинина был избран Иван Дмитриевич Шалявин. В 1939 году колхоз участвовал в сельскохозяйственной выставке в Москве на ВДНХ, и был высоко отмечен. В д.Бакунино был организован гусятник и система искусственного орошения полей.
С первых дней Великой Отечественной войны большинство мужчин-колхозников подлежащих призыву отправились на фронт. По данным Книги памяти погибших земляков Николо-Погостинского сельского совета из деревни Бакунино ушли на фронт 48 человек, вернулись 25. Основным трудовым активом колхоза стали женщины и дети. 13 декабря 1942 года в газете "Рабочая Балахна" ( номер 146) было опубликовано обращение с призывом собрать средства на постройку эскадрильи самолетов "Валерий Чкалов". Для этой цели колхозниками были собраны собственные средства в сумме 42500 рублей, еще 200000 рублей выделил колхоз. В итоге за счет средств присоединившихся к акции колхозов Горьковской области было собрано 60000000 рублей. 24 декабря 1942 года в газете "Рабочая Балахна" была опубликована благодарность колхозникам от имени Красной Армии и лично И.В.Сталина.
В начале 1943 года состоялась торжественная церемония передачи самолетов эскадрильи на военном аэродроме. На самолете эскадрильи "Валерий Чкалов" Ла-5 (бортовой номер №75) совершил свой первый боевой вылет Иван Кожедуб. Вылет закончился неудачно, Кожедуб был сбит. Впоследствии Иван Кожедуб станет самым результативным советским летчиком-истребителем.
Особых успехов колхоз им. М.И.Калинина добился в овощеводстве и животноводстве. За выполнение и перевыполнение плана колхоз неоднократно был отмечен на Доске Почета.
В 1950 году был начат процесс укрупнения колхозов за счет слияния сильных хозяйств с более слабыми. 6 января 1962 года за счет объединения и укрупнения колхоз им.М.И.Калинина прекратил свое существование.